# Dendrochilum crassilabium
Dendrochilum crassilabium är en orkidéart som beskrevs av Jeffrey James Wood. Dendrochilum crassilabium ingår i släktet Dendrochilum och familjen orkidéer. Inga underarter finns listade i Catalogue of Life.